# سد انکانگ
سد انکانگ (به لاتین: Ankang Dam) یک سد و نیروگاه برقابی در چین است که در آنکانگ واقع شده‌است.